# Gornovac
Gornovac (em cirílico: Горновац) é uma vila da Sérvia localizada no município de Trgovište, pertencente ao distrito de Pčinja, na região de Pčinja. A sua população era de 41 habitantes segundo o censo de 2011.

## Demografia
| 1948 | 1953 | 1961 | 1971 | 1981 | 1991 | 2002 | 2011 |
| ---- | ---- | ---- | ---- | ---- | ---- | ---- | ---- |
| 209  | 196  | 185  | 186  | 123  | 86   | 74   | 41   |